# Pley

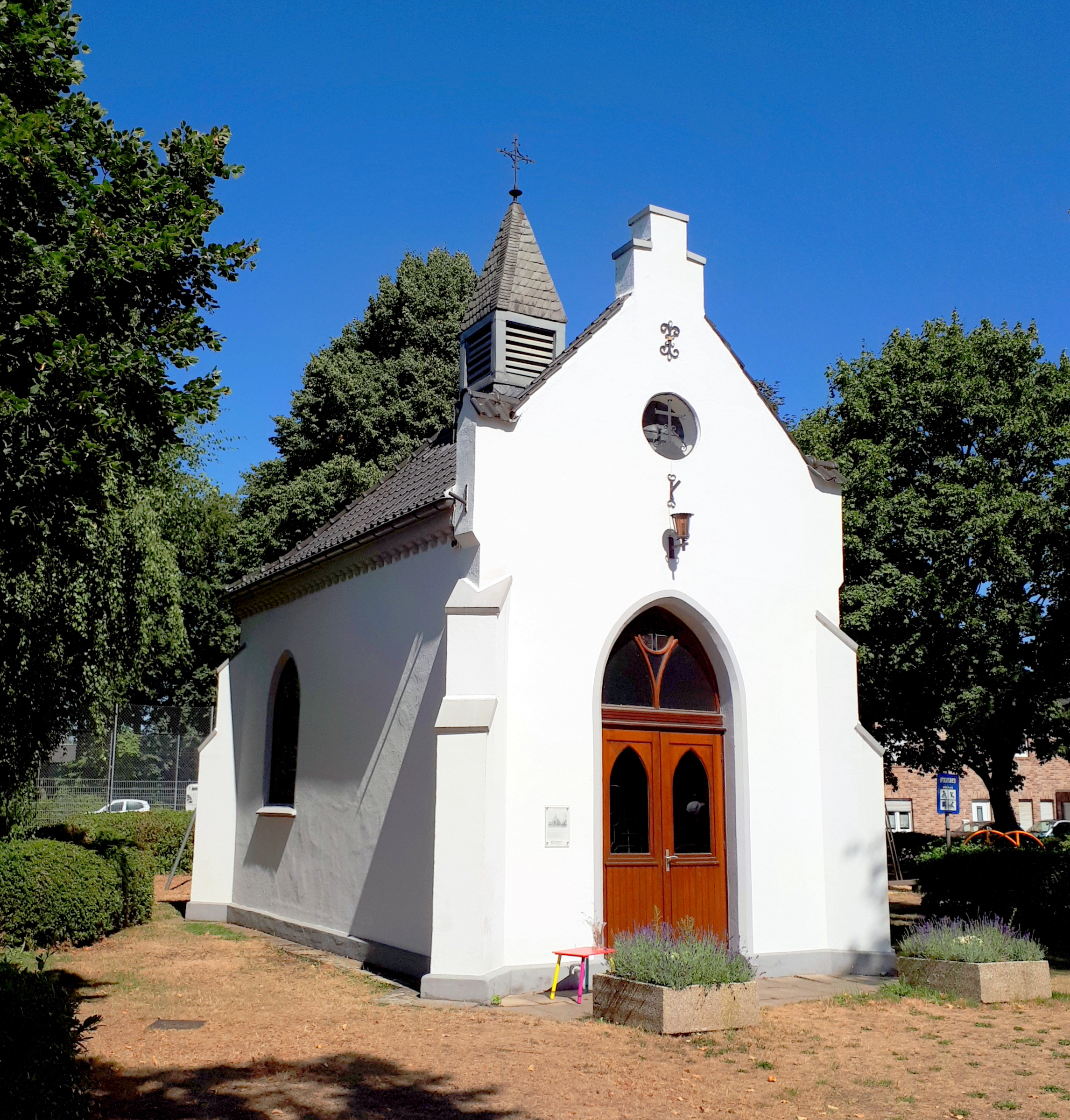
Kapelle des hl. Antonius von Padua

Pley ist ein nordwestlicher Stadtteil von Würselen in der Städteregion Aachen. Südöstlich liegt der Würselener Stadtteil Bardenberg, westlich der Herzogenrather Stadtteil Kohlscheid und östlich der Herzogenrather Stadtteil Niederbardenberg. Zwischen Pley und Kohlscheid fließt die Wurm, die dort die Stadtgrenze bildet. Am südlichen Ortsausgang befindet sich eine kleine Kläranlage. Im Ort liegt ferner ein Kinderspielplatz.
Das Zentrum von Pley wird zum einen durch die mächtige Pleyer Pappel, einen 250 Jahre alten Baum, bestimmt. Zum anderen durch die Antoniuskapelle, die im November 1900 eingeweiht wurde und zur Pfarre Peter-und-Paul-Kirche (Bardenberg) gehört.

## Vereine
Der örtliche Fußball- und Leichtathletikverein ist der „SG Pley 1959 e. V.“.

## Verkehr
Die nächsten Autobahnanschlussstellen sind „Aachen-Zentrum/Würselen“ an der A 4 und „Broichweiden“ an der A 44. Der nächste Bahnhof ist der Bahnhof Herzogenrath.
Die AVV-Buslinien 21 der ASEAG bedient Pley mit einzelnen Fahrten und schafft Verbindungen nach Bardenberg, den Kernort Würselen sowie nach Aachen.
| Linie | Verlauf |
| ----- | --- |
| 21    | Lintert Friedhof – Burtscheid – Aachen Hbf – Misereor – Elisenbrunnen – Aachen Bushof – Ludwig Forum – Talbot – Haaren – Würselen – Morsbach – Bardenberg – (Pley –) Niederbardenberg – Herzogenrath Bf – Ritzerfeld – Merkstein – Boscheln – Holthausen – Übach – Palenberg – Palenberg Bf |

## Sehenswürdigkeiten
- Gut Kuckum
- Kapelle des hl. Antonius von Padua
- Pleyer Pappel

## Eindrücke

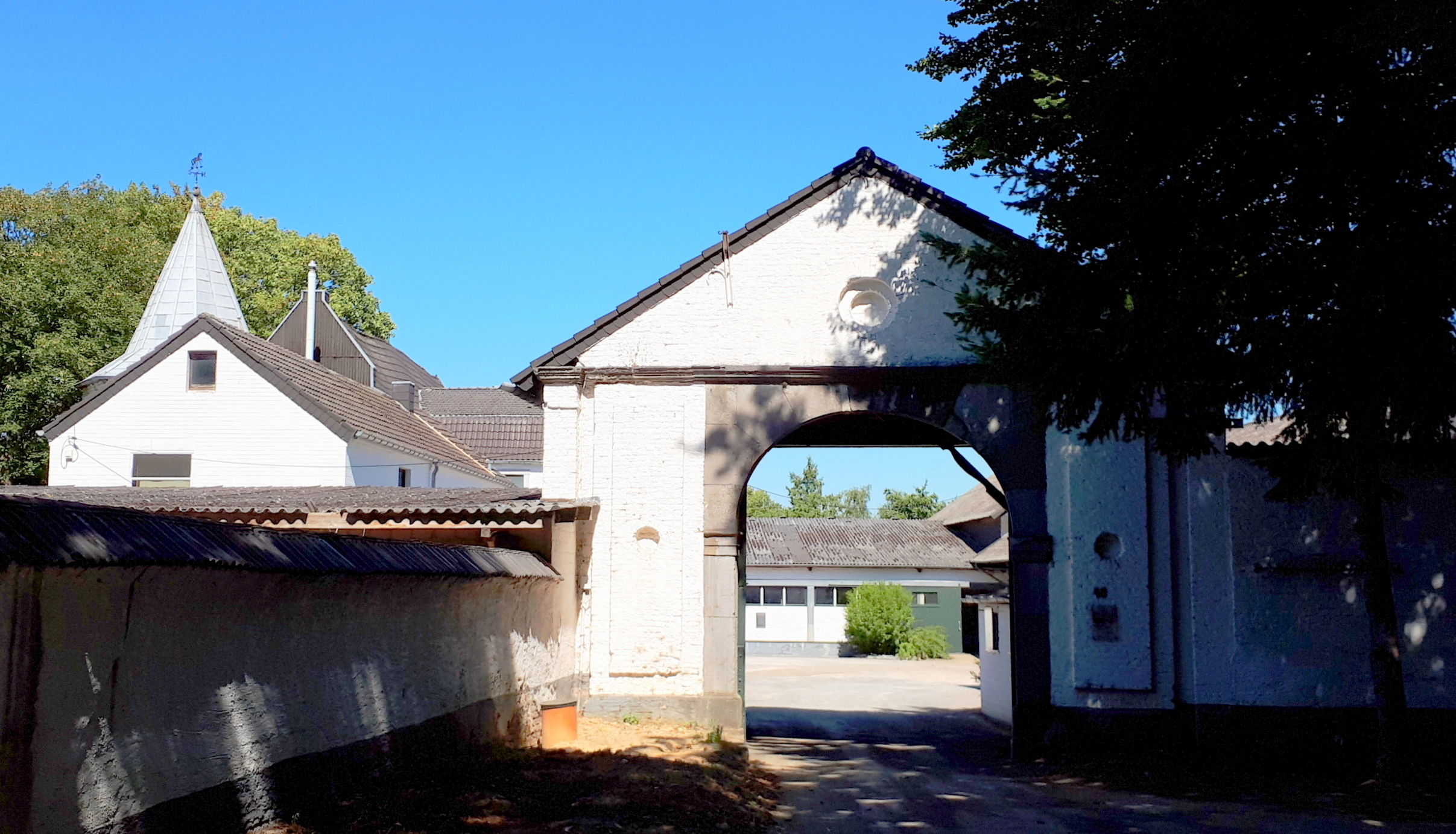
Gut Kuckum, außen
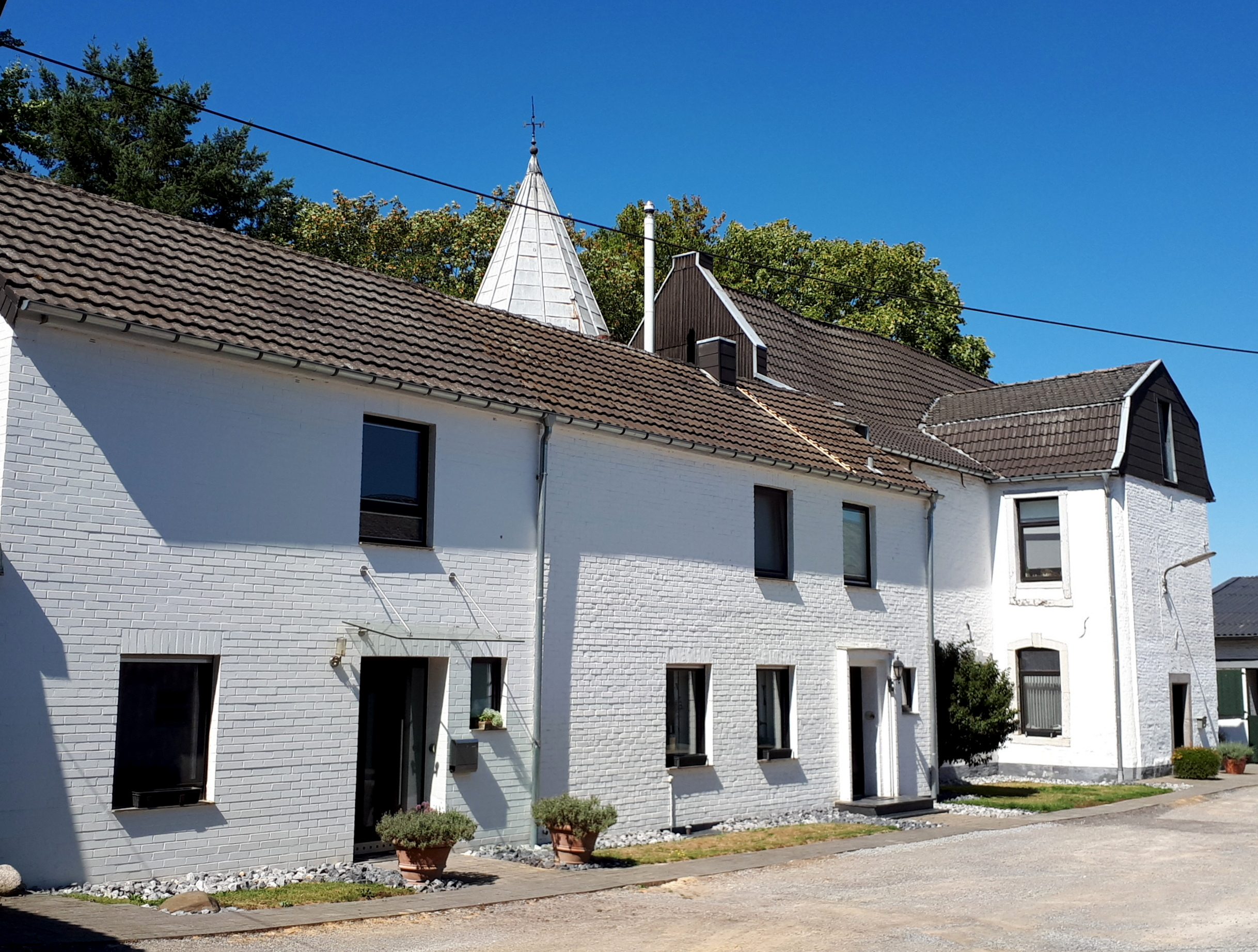
Gut Kuckum, innen
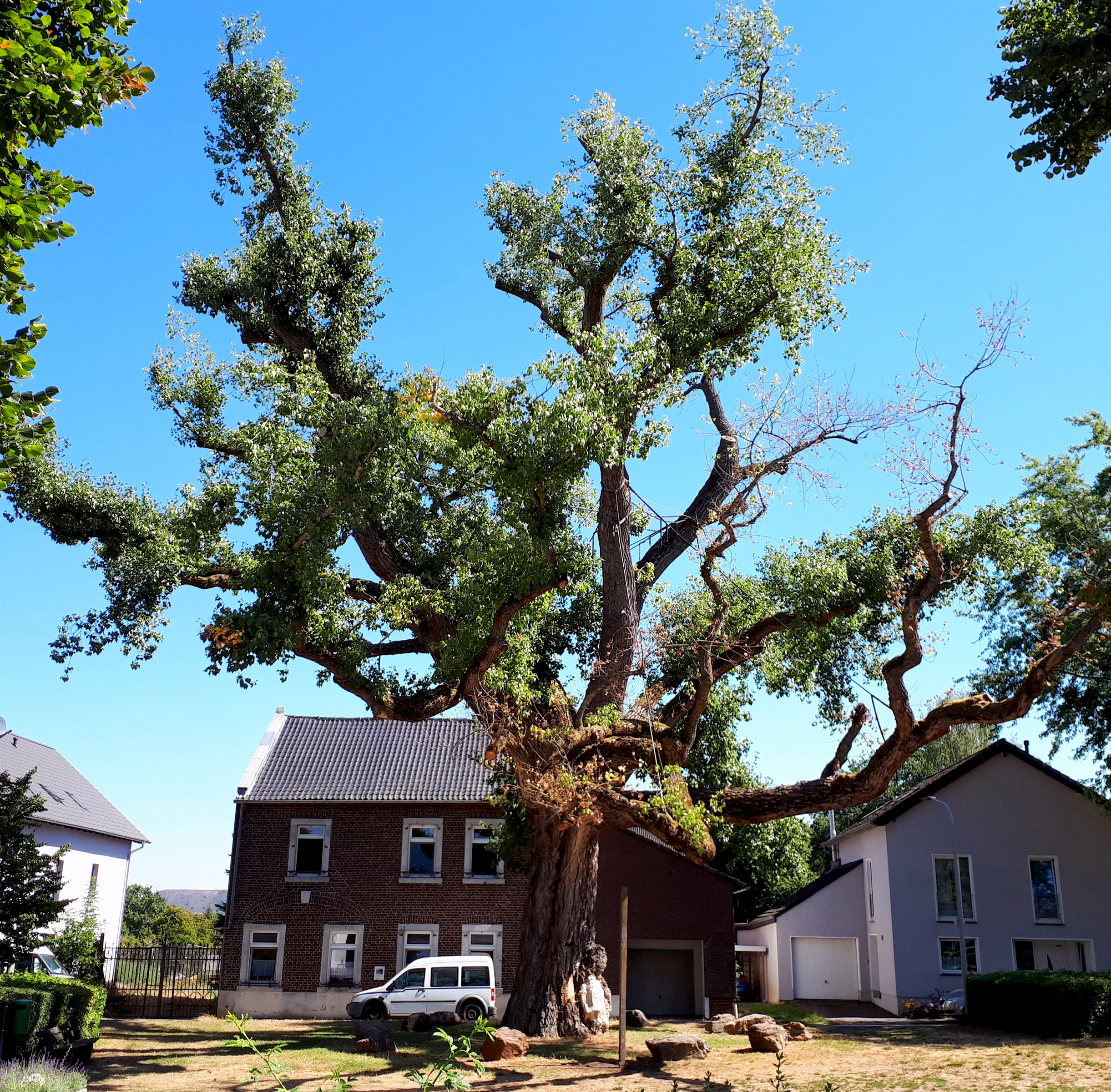
Naturdenkmal amerikanische Schwarzpappel
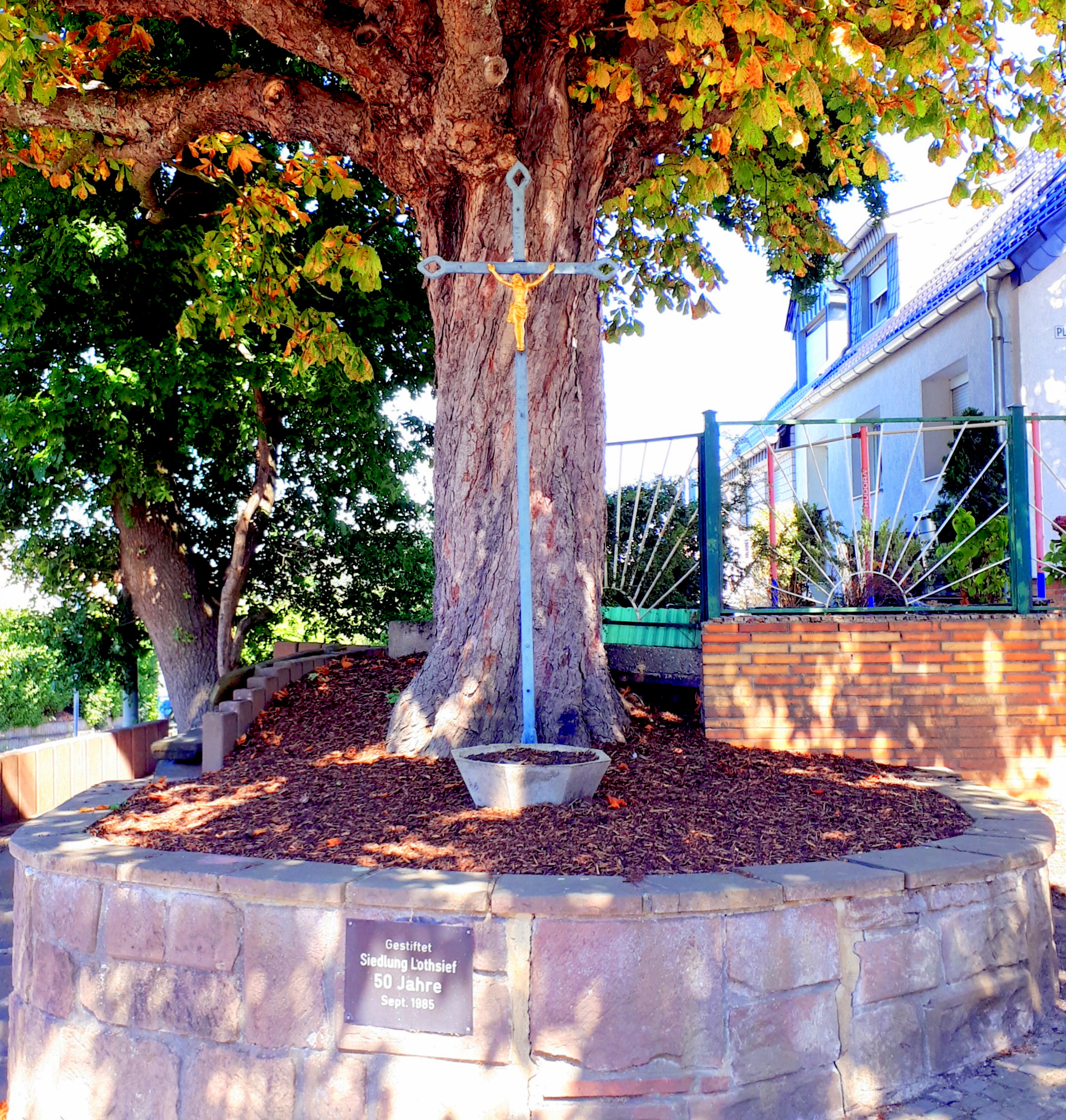
Wegkreuz in Pley
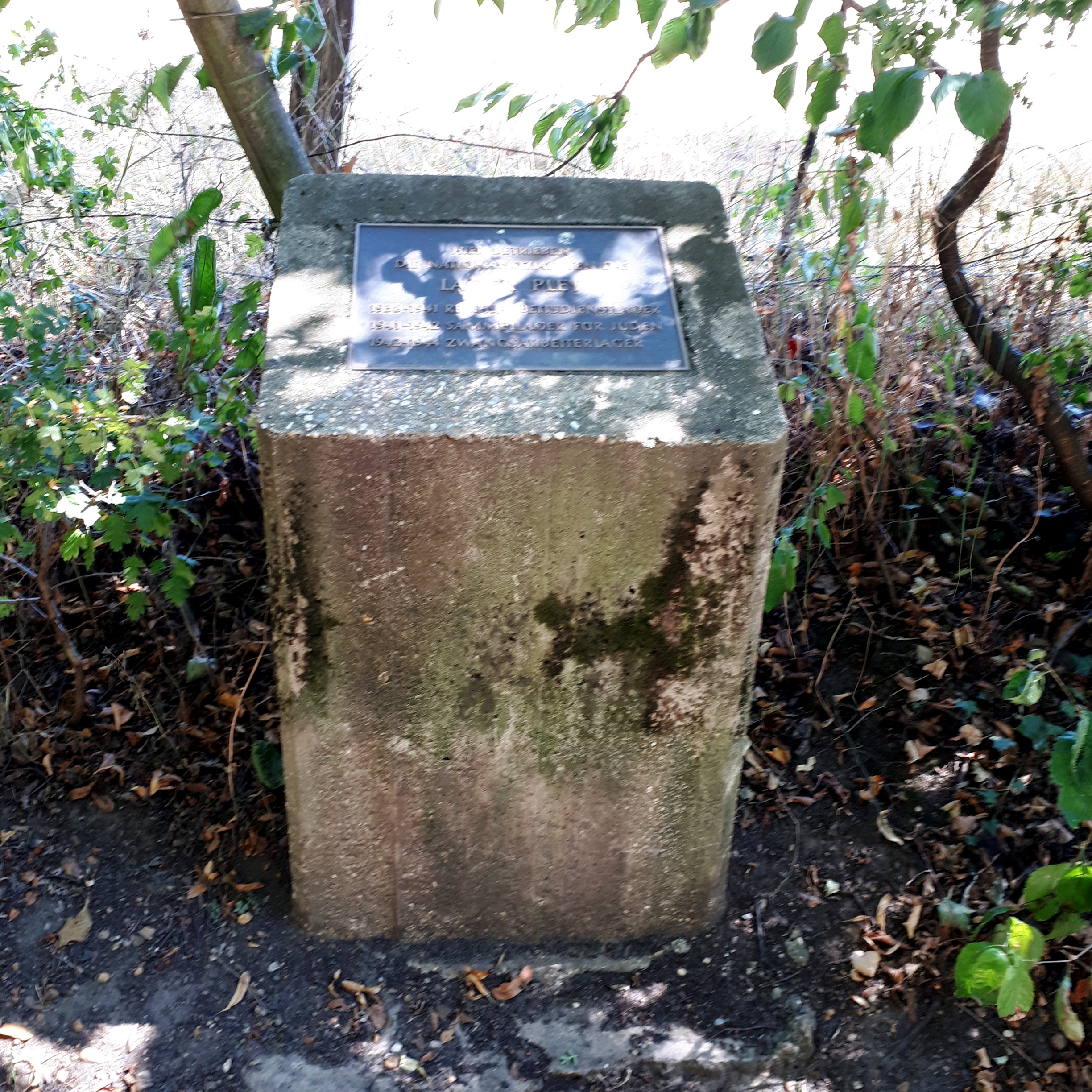
Denkmal Lager Pley. Inschrift: „Hier betrieben die Nationalsozialisten das Lager Pley. 1938–1941 Reichsarbeitsdienstlager, 1941–1942 Sammellager für Juden, 1942–1944 Zwangsarbeiterlager“
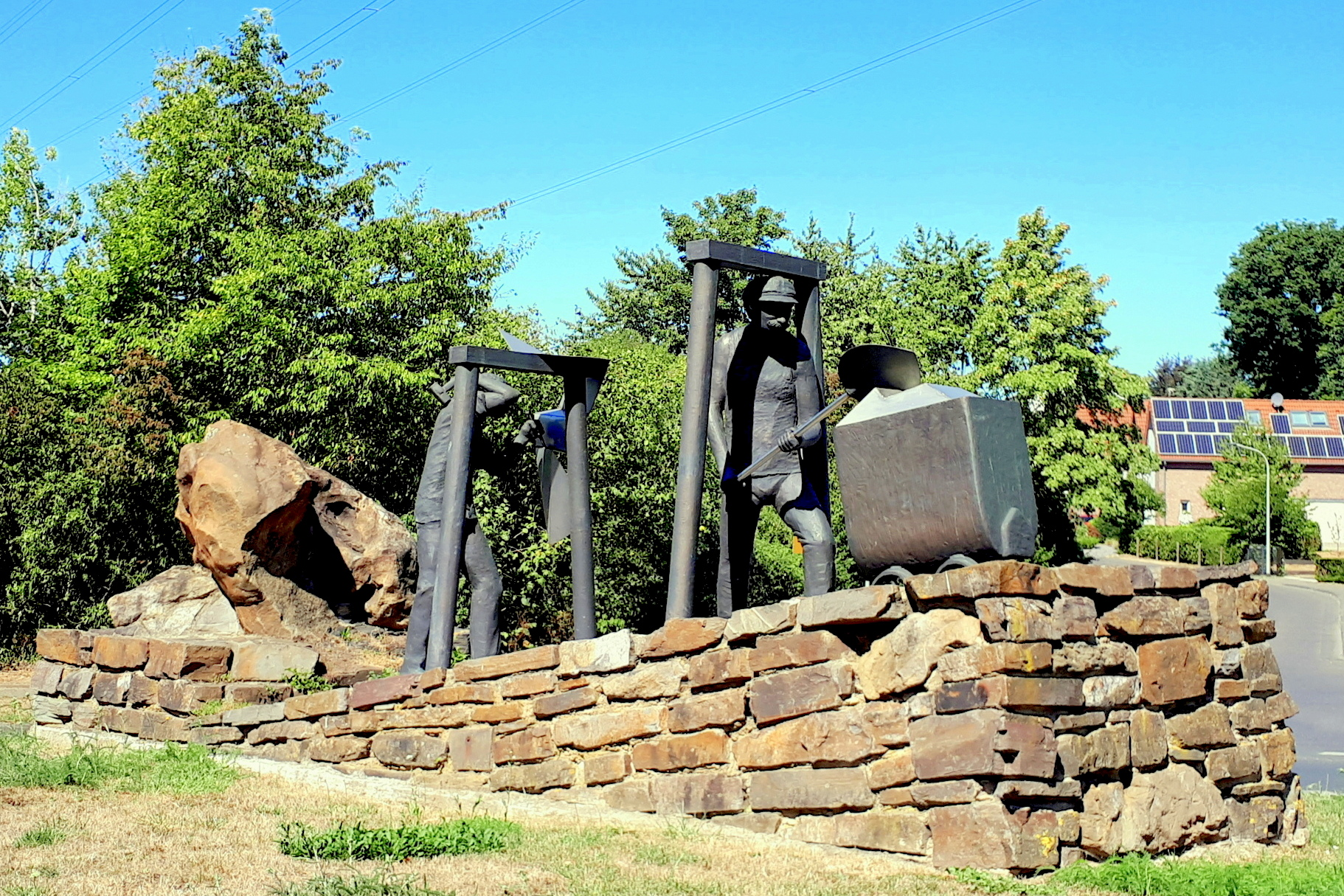
Grubendenkmal Pley